# Johann Gottlob Leidenfrost
Pour les articles homonymes, voir Leidenfrost.
Johann Gottlob Leidenfrost (1715-1794) est un médecin et théologien allemand. Il est connu pour avoir le premier décrit véritablement le phénomène appelé effet Leidenfrost.

## Biographie
Johann Gottlob Leidenfrost naît à Rosperwenda. Son père, Johann Heinrich Leidenfrost, est un ministre connu. Peu de choses de la vie de Leidenfrost sont connues avant le début de sa carrière académique. 
Leidenfrost étudie comme son père la théologie à l'université de Giessen. Il entame ensuite des études de médecine à l'université de Leipzig et à l'université Martin-Luther de Halle-Wittemberg. Il reçoit en 1741 son doctorat de médecine avec une thèse sur le mouvement du corps humain.
Après ses études, Leidenfrost passe quelques années à voyager et obtient un poste de médecin de campagne lors de la première guerre de Silésie.  
En 1743, Leinderfrost accepte un poste de professeur à l'université de Duisbourg. Il se marie en 1745 avec Anna Cornelia Kalckhoff avec qui il a sept enfants dont Johanna Ulricke (1752–1819) qui se mariera plus tard avec le théologien Christian Krafft (de). En plus d'enseigner la médecine, la physique et la chimie à l'université de Duisbourg, Leidenfrost est également recteur de l'université et pratique toujours la médecine.
En 1756, Leidenfrost devient membre de l'Académie des sciences de Berlin. Il publie durant sa vie plus de 70 manuscrits dont De aquae communis nonnullis qualitatibus tractatus (1756) (Traité sur certaines propriétés de l'eau) dans lequel il décrit l'effet connu par la suite sous le nom d'effet Leidenfrost (ce phénomène avait déjà été observé en 1732 par Herman Boerhaave).
Leidenfrost meurt le 2 décembre 1794 à Duisbourg.